# Синодик Архангельского собора (Московский кремль)
Синодик Архангельского собора — синодик (помянник) вечного поминовения “убиенных во брани”, из архива Архангельского собора Московского кремля, древний памятник русской письменности.

## История
В 2010 году частично опубликован к.и.н Ю.Д. Рыковым. Изучен, переработан и напечатан в 2011 году в монографии “Памятники истории русского служилого сословия” А.В. Антоновым под научной редакцией историков Ю.В. Анхимюка и Ю.М. Эскина.
В Архангельском синодике указан сокращённый перечень погибших в сражениях: во время февральского 1550 года 2-го Казанского похода Ивана IV Васильевича Грозного — около 60 имён, в основном без прозвищ; 03 июля 1555 года в битве при Судбищах — 51 имя; весной 1558 года, в начале Ливонской войны в сражении под Рынголом — 70 имён; в одном их ливонских сражений 1560 года — 68 имён, почти все без прозвищ; в августе 1569 года в бою с турками на Переволоке между Доном и Волгой —23 имени.
Очевидно, что столь массовое внесение в синодик имён погибших, было инициировано властью царя Ивана Грозного, бравшей на себя все необходимые расходы на поминальные услуги. Запись имён погибших происходила постепенно. По видимому, до начала XVII века списки погибших поступали только в соборные церкви крупнейших городов, поэтому именно в их архивах наряду с обычными синодиками с поминальными записями семейно-родового характера находятся и синодики “убиенных во брани”. Вопрос об источнике этих записей до настоящего времени остаётся открытым.
Данные синодика о погибших на полях сражений уникален, и носит массовый характер, что в целом придаёт ему значение ценнейшего источника по истории русского служилого сословия и генеалогического справочника по изучению княжеских и дворянских родов. Содержит множество названий городов и рек московского государства, их написание.
Имеет ссылки на обстоятельства смерти: “погиб в бою, от пожара, в плену”.